# 彼得·布鲁克斯
彼得·布鲁克斯（英語：Peter Brooks，1970年6月28日—），澳大利亚男子自行车运动员。他曾代表澳大利亚参加2004年夏季残疾人奥林匹克运动会自行车比赛，获得二枚金牌和一枚铜牌。